# Любовный треугольник
Любо́вный треуго́льник — вид романтических взаимоотношений между тремя людьми. Данный термин применим как к случаям, когда два человека испытывают эмоциональную привязанность к третьему независимо друг от друга, когда первый влеком ко второму (которому он безразличен), но второй увлечён третьим (которому безразличны первые два), так и к тем, в которых всех троих связывают взаимоотношения. Как правило, в моногамном обществе любовный треугольник синонимичен с понятием конфликта в силу того, что такое положение вещей неприемлемо, по крайней мере, для одного из в нём находящихся. Также с любовными треугольниками часто ассоциируются понятия неразделённой любви и ревности. Стабильные треугольники возможны при наличии полиамурных убеждений у всех «участников».
В книге П. Эбелсона и Р. Шенка 1994 года «Убеждения, рассуждения и принятия решений» (англ. Beliefs, Reasoning, and Decision Making) говорится: «Хотя романтический любовный треугольник формально идентичен триаде дружбы, его фактическое значение совершенно иное … Романтическая любовь обычно рассматривается как исключительные отношения, тогда как дружба — нет». Статистика показывает, что в западном обществе «большинство взрослых, как добровольно, так и нет, были вовлечены в любовный треугольник».

## История и определения
Отношения в «любовном треугольнике» обычно приводят к тому, что один из его участников в конце концов чувствует себя преданным в какой-то момент (например, «человек А ревнует к человеку С, у которого есть отношения с человеком Б, который в глазах человека А является „его/её личностью“»). Если отношения в треугольнике согласованы между всеми сторонами, такой альянс иногда называется триадой, которая представляет собой тип полиамории, хотя полиамория обычно подразумевает сексуальные отношения. В условиях моногамии любовные треугольники по своей природе нестабильны и порождают безответную любовь и ревность. В большинстве случаев ревнивая или отвергнутая сторона прекращает дружбу, а иногда начинает ссору со второй стороной из-за любовного интереса третьей стороны. В некоторых случаях любовные треугольники приводят к убийству или самоубийству, совершаемому фактическим или предполагаемым отвергнутым любовником.
В психоанализе исследуется «тема эротических любовных треугольников и их корней в Эдиповом треугольнике». Опыт показывает, что «повторяющийся паттерн формирования любовного треугольника или попадания в него можно во многом изжить, начав анализировать паттерны детских отношений с каждым родителем по очереди и с обоими родителями как парой». В таких случаях «вы найдёте мужчин, которых привлекают только замужние женщины, но которые не могут поддерживать отношения, если они угрожают превратиться в нечто большее, чем роман. Им нужен [чужой] муж, чтобы защитить себя от полных отношений … аналогично — женщины, которые неоднократно связывались с женатыми мужчинами, нуждаются в их жёнах».

## В культуре

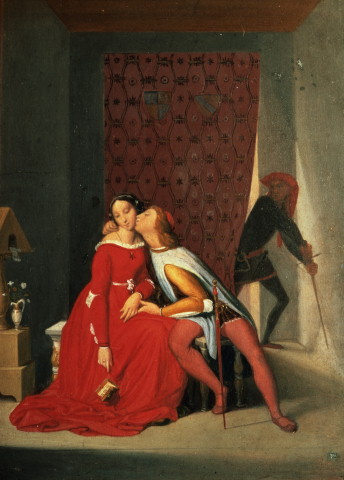
Джанчотто застаёт свою жену Франческу с братом Паоло, картина Ж.Энгра, 1819

Любовный треугольник — одна из древнейших и популярнейших тем в романтической литературе, а также в театре, кинематографе, поп-музыке и мыльных операх.